# عقد 1550 ق م
عقد 1550 ق م هو عقد امتد بين 31 ديسمبر 1559 ق م و1 يناير 1550 ق م بحسب التقويم اليولياني البروليبتي (التقويم الميلادي). سبقه عقد 1760 ق م ولحقه عقد 1740 ق م.